# Foucaucourt-Hors-Nesle
Foucaucourt-Hors-Nesle är en kommun i departementet Somme i regionen Hauts-de-France i norra Frankrike. Kommunen ligger i kantonen Oisemont som tillhör arrondissementet Abbeville. År 2022 hade Foucaucourt-Hors-Nesle 79 invånare.

## Befolkningsutveckling
Antalet invånare i kommunen Foucaucourt-Hors-Nesle
| Referens: INSEE |